# Neuvillette (Genshin Impact)
Neuvillette (en chino: 那维莱特) es un personaje ficticio del videojuego Genshin Impact, creado por MiHoYo. Es el juez supremo y gobernante de facto de Fontaine en el juego, así como el dragón soberano que controla el poder del elemento agua. Neuvillette es interpretado por Sang Yuze en chino, Hiroshi Kamiya en japonés, Ray Chase en inglés y Kwak Yoon-sang en coreano.

## Creación
Neuvillette hizo su primera aparición oficial en un tráiler lanzado por miHoYo el 3 de julio de 2023. Posteriormente, se introdujo como un personaje no jugable en la versión 4.0 del juego. MiHoYo publicó la ilustración y la introducción de Neuvillette el 14 de agosto de 2023. Luego, el 21 de septiembre, lanzó el tráiler, y el 26 de septiembre, desarrollósu avance de personaje, destacando sus habilidades de combate. Neuvillette se introdujo como personaje jugable en la versión 4.1 del juego «Hacia las estrellas del abismo marino». Al mismo tiempo, MiHoYo también lanzó un arma exclusiva para el personaje titulado «Escrituras del Fluir Sempiterno».
Según el equipo de producción, Neuvillette es el juez supremo del tribunal de Fontaine, el país del agua. Es serio, riguroso y muy querido por la gente. En la ilustración del personaje publicada el 14 de agosto de 2023, no lleva el «Ojo de Dios», lo que ha llevado a muchos jugadores a especular y debatir sobre su verdadera identidad. La frase en el juego, «Dragón del Agua, Dragón del Agua, no llores más»,  también se ha convertido en un meme en internet. Después de la desarrolló de la versión 4.1 del juego, trama principal del Capítulo IV: Acto IV, «Un cataclismo en ciernes», se fue revelado que la identidad verdadera de Neuvillete es el soberano hidro dragón, uno de los siete dragones soberanos originales de Teyvat. La problema fue qué no tiene su poder completo durante la mayoridad de la trama hasta que los dioses desaparezcan y regresen a esa parte del poder que controla los elementos, implicando que Foçalors luego va a cometir suicidio para restaurar el poder completo de Neuvillette con su diálogos de voz dando más implicaciones de su fallecimiento, pensando una discusión acalorada entre los jugadores. Después de la desarrolló de la versión 4.2 del juego, ese fue confirmado y durante Capítulo IV: Acto V, «Mascarada de los culpables», Foçalors sacrificó su vida y Neuvillette conseguí sus poderes restaurados. Neuvillete fue el primer soberano dragón jugable entre el juego y no tiene una visión ni una gnosis. Desde la versión 4.1 con su desarrolló como un personaje jugable, jugadores dio cuenta que cuando se usa su habilidad elemental, el rango de enemigos puede ser agregado por girando a una velocidad inusualmente alta. Después del desarrolló de la versión 4.8, los desarrolladores arreglaron a ese error, porqué había varias versiones del girando de alta velocidad con bastantes jugadores usando. Pero, el juego no hizo un anuncio a tiempo antes de la solución que resultó controversia entre los jugadores. El día siguiente, miHoYo lanzó una disculpa a los jugadores de los cambios, revertido los cambios y regalo un mil protogemas para compensación.
El actor de voz chino de Neuvillette es Sang Yuze con su actor de voz japonés siendo Hiroshi Kamiya, su actor de voz inglés siendo Ray Chase[20], y su actor de voz coreano siendo Kwak Yoon-sang.

## Representación en el juego

### Historia del personaje
Neuvillette es uno de los personajes principales del capítulo de Fontaine del juego y es la reencarnación del original dragón soberano hydro de Teyvat. El original dragón soberano original falleció durante la guerra contra la Orden Celestial y el poder del dragón fue quitado en cambio de ser asignado al arconte hydro. Porqué los dragartos de las profundidades hydro fueron considerados «impuros» por sus habilidades de electro y cryo, la reencarnación del dragón soberano nació con una forma humana. Con la invitación de Foçalors y para entender la significancia de su existencia como un dragón humano, sirvió como un juez de la Corté de Fontaine.。
Entre la trama principal arconte, el Viajero se encuentra con Neuvillette en la Ópera de la Epíclesis. Después de dos ensayos, el Viajero se aprende de una crisis profética entre que el país de Fontaine fue destinado de ser sumergido en agua y destruido. El Viajero y Neuvillette luego forma una amistad y responde a los preguntas del Viajero sobre su hermano. Con la intervención del Fatui, se pide ayuda del Viajero entre investigando la desaparición del heraldo Nobile entre el Fuerte Merópide y se aprende de su identidad verdadero. Luego, con la apoya de Wriothesley y Clorinde, selló la puerta del agua entre el fuerte contra las aguas del Mar Primigenio. Prediciendo una crisis inminente, Neuvillette y el Viajero plano un ensayo de Furina con el gol principal de sacando la verdad de ella pero se resulta en el fallecimiento de Foçalors. Con ella muriendo, se destruyó el trono de hydro y retorno la autoridad del torno a Neuvillette, restaurado su poder en su totalidad. Junto con el Viajero, ellos derrotan el Narval Devoraestrellas que fue el asesino verdadero y salva el país de Fontaine. Usando sus poderes completos, cumpliendo el último deseo de Foçalors para transformar las oceánidas a humanos verdaderos. Después de la abdicación de Furina, Neuvillette asumió responsabilidades políticas como jefe de Estado de Fontaine.

### Jugabilidad
Neuvillette es un personaje de cinco estrellas que usa catalizadores. La habilidad elemental se usa puntos de salud y suelta un torrente furioso entre una línea recta para atacar sus enemigos. Su habilidad definitiva se produce gotas de agua que puede ser absorbido entre un ataque duró para recuperar puntos de salud y agregar puntos de daño.

## Recepción
Las estáticas de GenshinLab mostró que entre el primer día que Neuvillette fue desarrollado como un personaje jugable, la ganancia del juego fue agregado a más de 3 millón dólares. Algunos jugadores de bilibili modificó su modeló para replicar la imagen del Pokémon Squirtle que fue popular. La Analizadora de Instrucción Cardenalicia (inglés: Oratrice Mecanique d'Analyse Cardinale) que Neuvillette menciona repetidamente en la trama principal fue popular en TikTok por la interpretación rítmica del doblaje inglés y fue un meme del internet rápidamente. Autor de Kotaku Kenneth Sheppard menciona qué la forma que Ray Chase se pronuncia la frase fue similar al pentámetro yámbico entre las obras de teatro de William Shakespeare que pueder caputar el ritmo de canciones pop. El video más popular de TikTok tenía 6.4 millón vistas.
Entre su diseño de jugabilidad, varios sitios reseñas creen que Neuvillette es el más poderoso personaje de todos del juego, superando Zhongli en fuerza. Comentador de Screen Rant, Bruno Jonezeva dice que él es un personaje con gran potencia con altos riesgos y altas recompensas. Autor de Game Rant Elara Leclerc alabada Neuvillette por «trayendo una experiencia diferente de Kokomi y Mona». Autor de Pro Game Guides Nicki Si alabado la jugabilidad de Neuvillette por haciendo muy interesante y su versatilidad.